# Codaste

Esquema que muestra el timón y el codaste 1. Timón 2. Pivote 3. Soporte 4. Codaste 5. Planchas

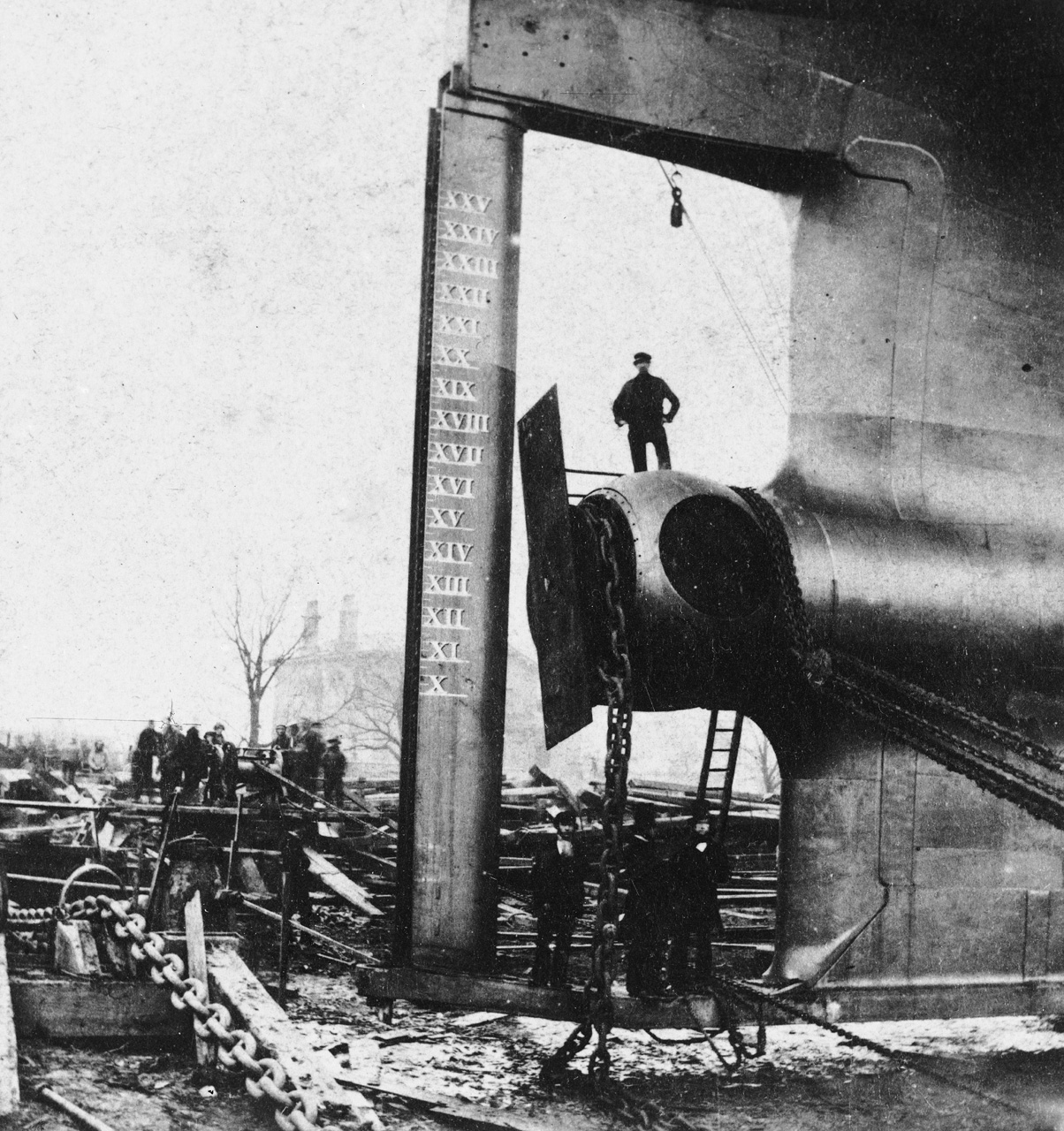
El codaste del Great Eastern, de la East India Company

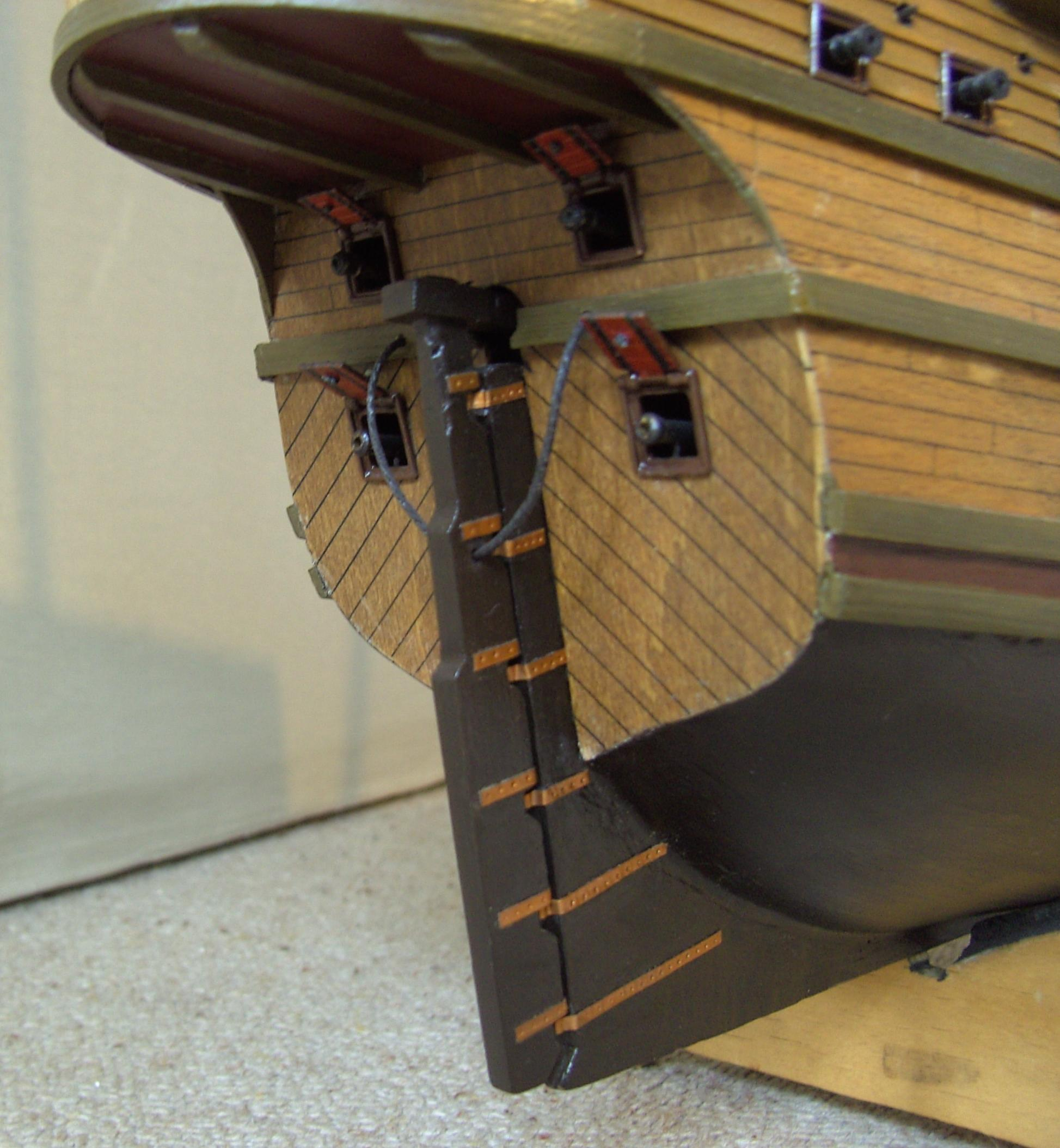
Vista del timón y codaste

En náutica, el codaste (roda de popa) es el elemento estructural, de acero o de madera, en que termina el buque por la popa. Es la continuación de la quilla, en el que terminan las planchas o tablones del forro exterior. Sirve de soporte de giro del timón, por lo que su forma depende de si el buque tiene o no tiene hélice. En los buques antiguos era una gran pieza fundida que permitía alojar la hélice en un hueco llamado vano, limitado por el codaste proel y el codaste popel. (fr. Etambot, Etambord; ing Stern post; it. Asta di poppa).

## Partes
Sus partes más importantes son:
| Parte         | División                           | Descripción                                                                              |
| ------------- | ---------------------------------- | ---------------------------------------------------------------------------------------- |
| Codaste proel |                                    | Es el extremo de proa del codaste. Es la continuación de la quilla.                      |
|               | Alefriz (Escarba, Escorba, Gressa) | Es la ranura longitudinal que sirve para unir las tracas del forro del casco al codaste. |
|               | Tintero                            | Es el alojamiento para el extremo superior del eje de la pala de timón.                  |
|               | Henchimiento                       | Es el soporte del eje de la hélice.                                                      |
|               | Talón (Patilla)                    | Es el que soporta el peso de la pala de timón.                                           |
| Codaste popel |                                    | Es el extremo de popa del codaste.                                                       |

## Expresiones
- Armar y apuntar el codaste: frase. Fijar en él los yugos y establecerlo en su lugar al extremo de la quilla, para lo cual se usa de la cabria.